# Майна (фильм, 2013)
Майна (англ. Maïna) — канадский историко-приключенческий кинофильм 2013 года, экранизация одноимённого романа писательницы Доминик Демер.

## Сюжет
Действие происходит на севере Американского континента, канадском полуострове Лабрадор, в начале XVII века, до начала контактов местных народов с европейцами. Юная дочь вождя индейского племени инну Миште-Напеу, Майна — смелая и независимая охотница, которую преследует Сэйту, один из воинов, желающий стать вождём. Однажды в племя возвращаются двое охотников, пропавших несколько лет назад; они приносят богатую добычу и рассказывают о далёкой земле, изобилующей дичью. Один из вернувшихся — друг детства Майны Манутаби, к которому она неравнодушна.
Однажды инну сталкиваются с троими охотниками-инуитами, представителей народа, традиционно считавшихся у канадских индейцев «каннибалами». Миште-Напеу приветствует их как гостей, а Сэйту выражает несогласие с тем, что вождь «пригласил к ним на стоянку людоедов» и тайно даёт ему яд. Той же ночью вождю становится плохо, и, несмотря на все старания, он умирает, а Сэйту нападает на гостей-инуитов. После того как возвращается с охоты Майна, Сэйту пытается насильно ею овладеть, однако девушка призывает на помощь волков, которые загрызают насильника.
Майна отправляется следом за инуитами на север, чтобы забрать сироту Нипки, которого они забрали с собой. Побег Нипки срывается, и Майна сама оказывается в плену. Сначала они всё время пытаются сбежать, однако постепенно проникаются дружескими чувствами к инуитам и достигают родины последних — «Края без деревьев». В стойбище Майну встречают настороженно и даже враждебно, хотя она сходится с одним из охотников, Натаком. Майна ходит на охоту наравне с мужчинами, исцеляет рану отца Натака с помощью мороженой рыбы, используя знахарские секреты своей матери-шаманки Такаэры, однако отказывается поддержать инуитский обычай гостеприимства, разделив ложе с гостем. Этот поступок вызывает отчуждение между ней и Натаком, и Майна принимает решение уйти из стойбища. При этом она не только покидает любимого, но и нарушает клятву.
В пути на Майну и Нипки нападает белый медведь, которого убивают Натак и его родственники, отправившиеся в путь, чтобы помириться с Майной. Майна соглашается вернуться и стать матерью ребёнка Натака.
Летом в стойбище инуитов приходят гости — группа инну, которую ведёт Такаэра. Майна понимает, что исполнила своё предназначение — она объединила два народа, нашла свою любовь и воссоединилась с матерью. Фильм завершается сценой, в которой Майна, Натак и их маленькая дочка, стоя на утёсе, видят заходящие в гавань корабли Самюэля де Шамплена.

## В ролях
- Розанн Сюперно (фр. Roseanne Supernault) — Майна
- Ипелли Утува — Натак
- Уапешкусс Терниш — Нипки
- Эрик Швейг — Кууюк
- Грэм Грин — Миште-Напеу
- Танту Кардинал — Текаэра
- Флинт Игл — Сэйту
- Питер Миллер — Манутаби
- Натар Унгалаак — Тадио (в титрах указан как Natar Ungalaq)